# Apatania
Apatania är ett släkte av nattsländor. Enligt Catalogue of Life ingår Apatania i familjen Apataniidae, men enligt Dyntaxa är tillhörigheten istället familjen husmasknattsländor.

## Bildgalleri

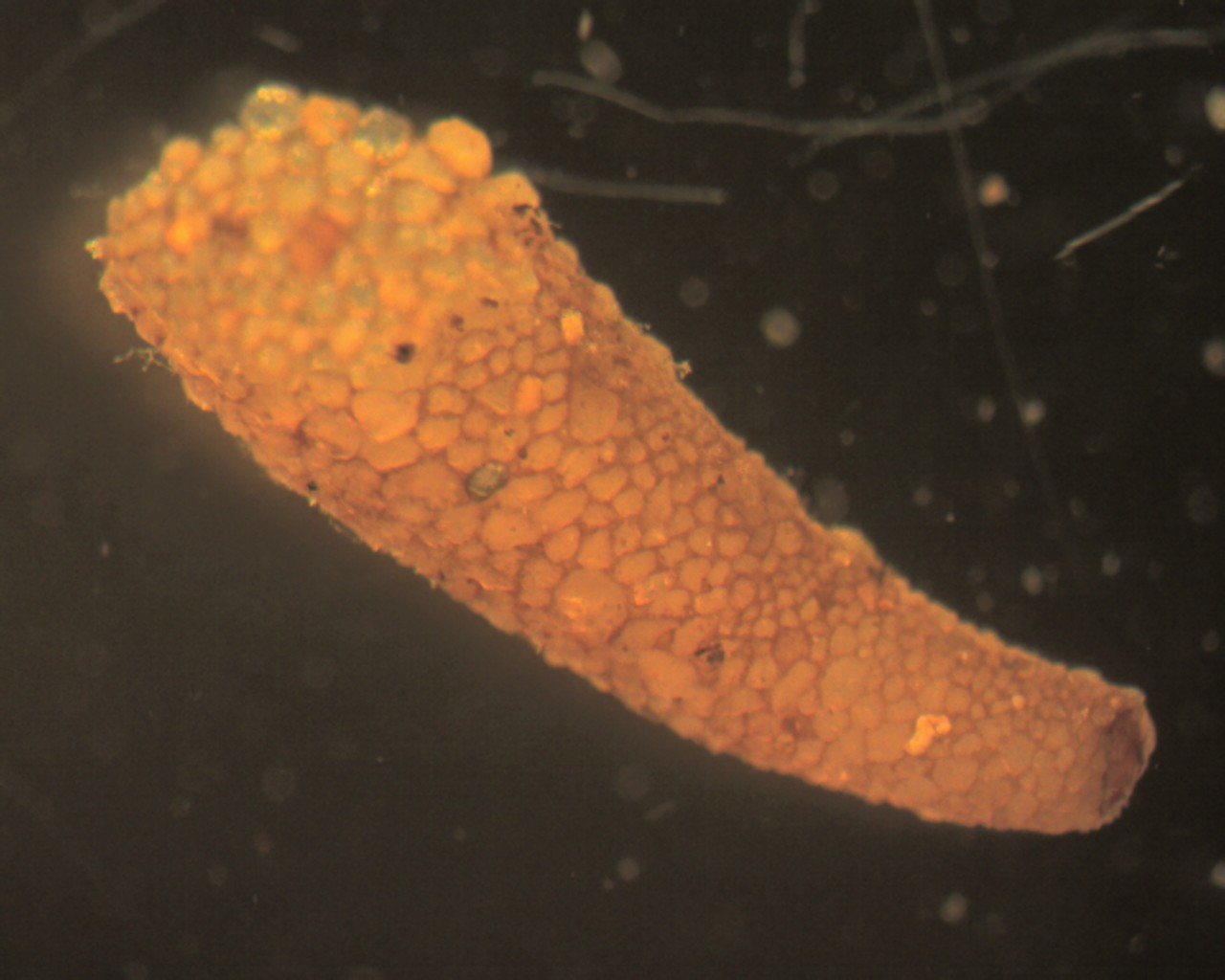
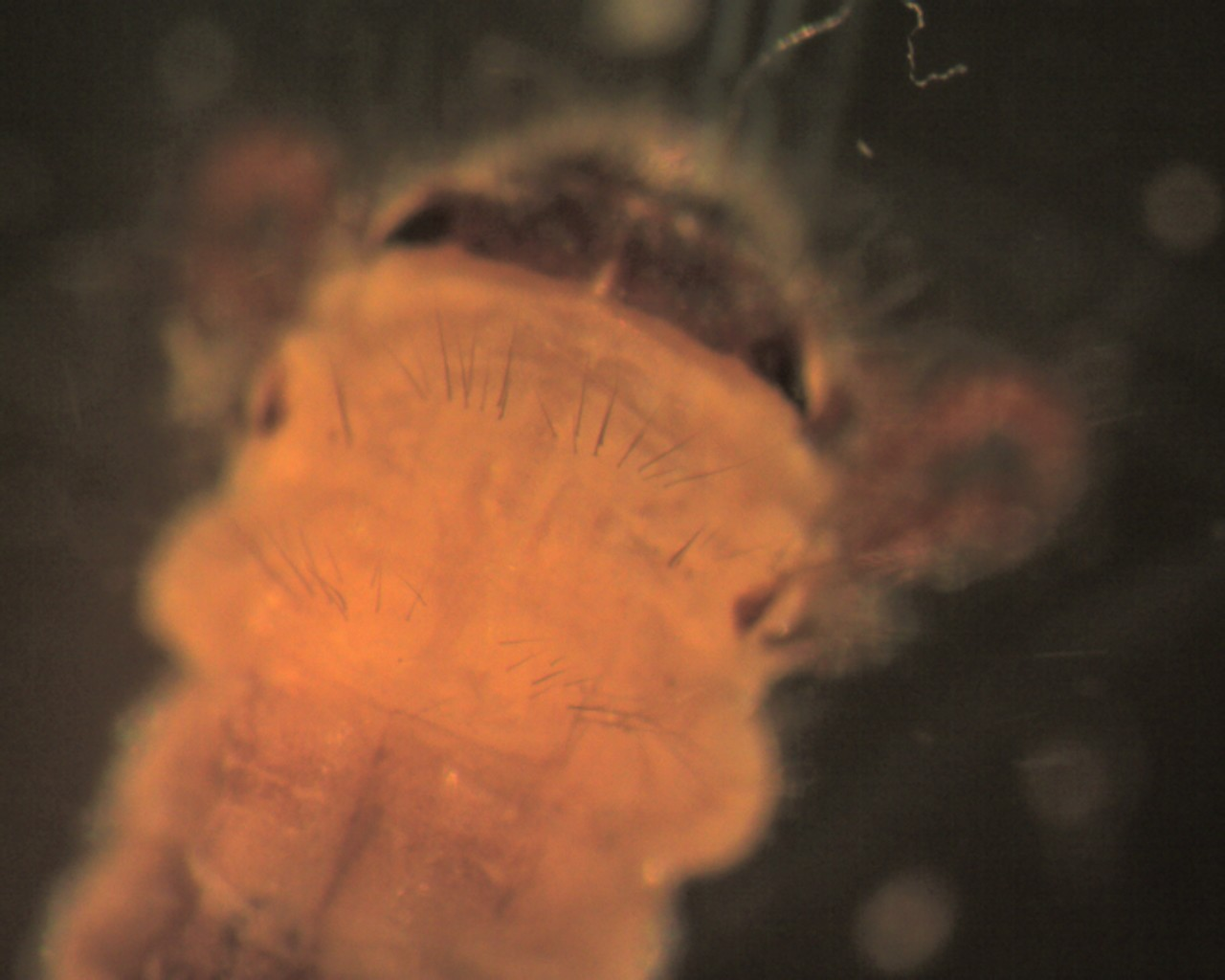
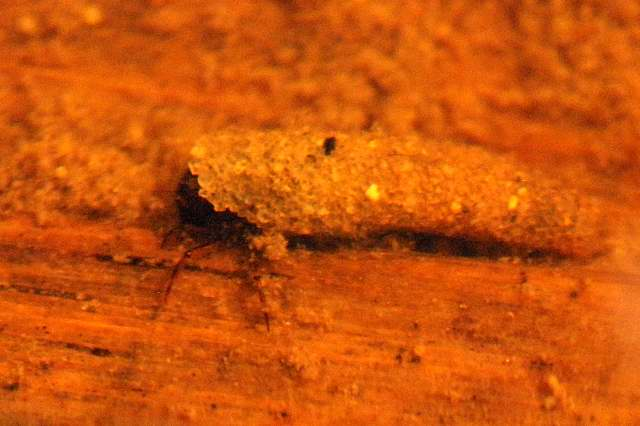
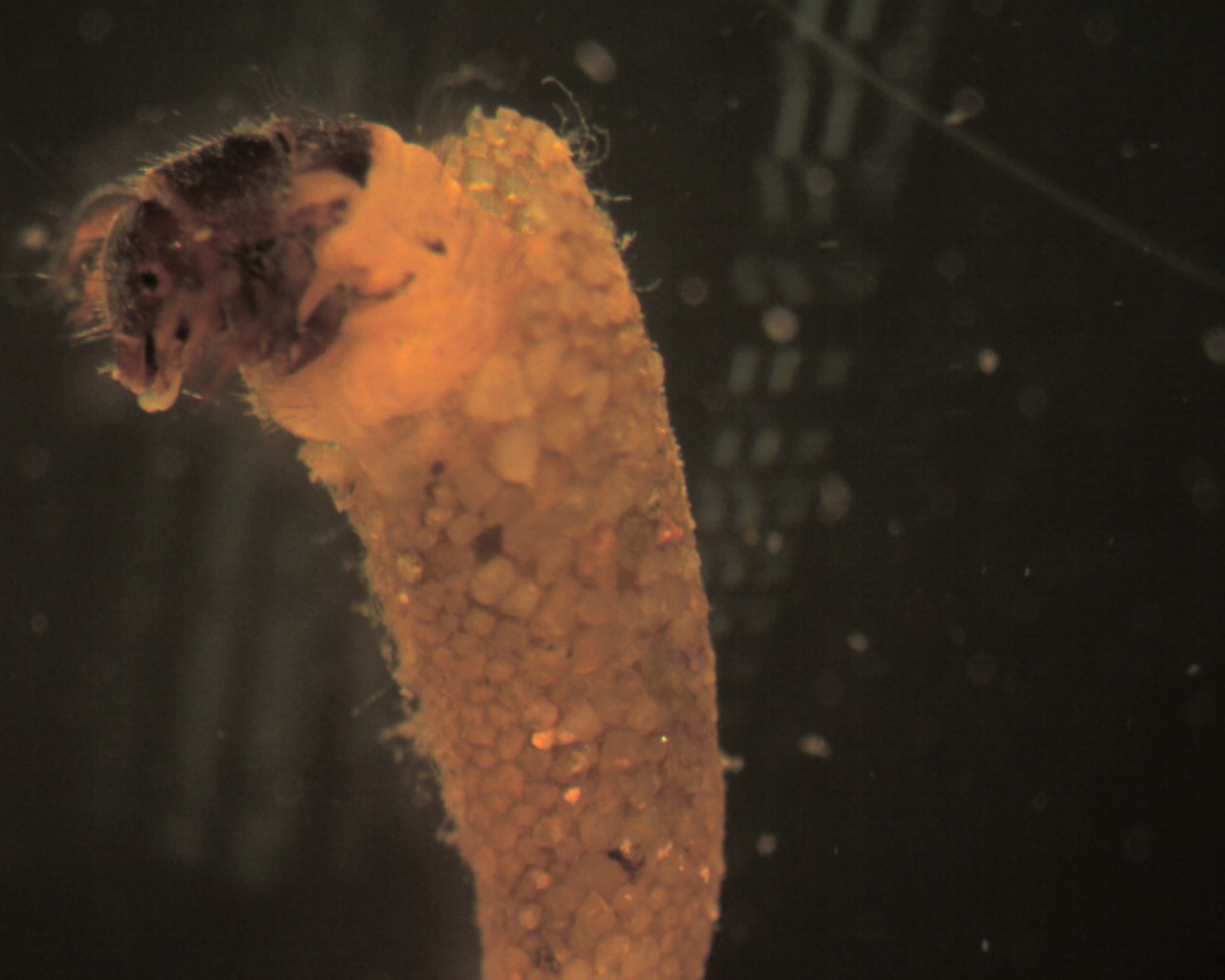

## Dottertaxa tillApatania, i alfabetisk ordning[1][2]
- Apatania aberrans
- Apatania aison
- Apatania alberta
- Apatania amathira
- Apatania arizona
- Apatania auctumnalis
- Apatania auricula
- Apatania avyddhagada
- Apatania barri
- Apatania bhimagada
- Apatania bicruris
- Apatania biwaensis
- Apatania blacki
- Apatania brevis
- Apatania carpathica
- Apatania cedri
- Apatania chasica
- Apatania chokaiensis
- Apatania cimbrica
- Apatania comosa
- Apatania complexa
- Apatania copiosa
- Apatania crassa
- Apatania crymophila
- Apatania cypria
- Apatania dalecarlica
- Apatania devisaraspali
- Apatania dirghabahu
- Apatania doehleri
- Apatania eatoniana
- Apatania extenta
- Apatania fimbriata
- Apatania forsslundi
- Apatania grandimera
- Apatania hamardabanica
- Apatania helvetica
- Apatania hirtipes
- Apatania hispida
- Apatania immensa
- Apatania incerta
- Apatania insularis
- Apatania intermedia
- Apatania irinae
- Apatania ishikawai
- Apatania isimongolica
- Apatania kalariana
- Apatania koizumii
- Apatania kyotoensis
- Apatania lenica
- Apatania majuscula
- Apatania malaisei
- Apatania maritima
- Apatania meridiana
- Apatania mirabilis
- Apatania moharamana
- Apatania momoyaensis
- Apatania mongolica
- Apatania muliebris
- Apatania nielseni
- Apatania nigra
- Apatania nikkoensis
- Apatania olympica
- Apatania parvula
- Apatania praevolans
- Apatania robusta
- Apatania rossi
- Apatania sachalinensis
- Apatania sarkandensis
- Apatania schmidi
- Apatania schmidiana
- Apatania semicircularis
- Apatania shirahatai
- Apatania shoshone
- Apatania sinensis
- Apatania sorex
- Apatania spiculata
- Apatania stigmatella
- Apatania stylata
- Apatania subtilis
- Apatania sulciformis
- Apatania taiwanensis
- Apatania tavala
- Apatania tcharvakensis
- Apatania tenuispina
- Apatania theischingerorum
- Apatania tridigitulus
- Apatania trifurca
- Apatania tsudai
- Apatania ulmeri
- Apatania wallengreni
- Apatania vepsica
- Apatania volscorum
- Apatania yenchingensis
- Apatania zonella